# Actenoides capucinus
Actenoides capucinus (officiellt svenskt trivialnamn saknas) är en fågel i familjen kungsfiskare inom ordningen praktfåglar. Fågeln betraktas oftast som underart till grönryggig kungsfiskare (Actenoides monachus), men urskiljs sedan 2014 som egen art av Birdlife International, IUCN och Handbook of Birds of the World.
Arten förekommer på östra, sydöstra och södra Sulawesi samt på ön Butung där den nyligen upptäcktes. Den kategoriseras av IUCN som nära hotad.